# Кислі солі
Ки́слі со́лі (рос. кислая соль, англ. acid salt) — солі, одержані частковою нейтралізацією багатоосновних кислот, тобто продукти неповного заміщення атомів H в молекулах кислот на атоми металів (наприклад, NaHCO3). Такі солі  мають катіони Н+, здатні заміщуватись на катіони металів.